# 河南省郑州市中级人民法院
河南省郑州市中级人民法院是中华人民共和国河南省郑州市的中级人民法院。

## 沿革
该院前身是1948年11月5日成立的郑州市人民法院，1956年1月根据《中华人民共和国人民法院组织法》改名为河南省郑州市中级人民法院。

## 机构设置

### 审判机构
- 立案一庭
- 立案二庭
- 刑一庭
- 刑二庭
- 民一庭
- 民二庭
- 民三庭
- 民四庭
- 行政庭
- 审判监督庭
- 执行局（下设执行一庭、执行二庭、综合处）[1]

### 其他机构
- 办公室
- 政治部（下设组织人事处、宣传教育处、综合处）
- 研究室
- 法警支队
- 司法技术鉴定处
- 机关党委
- 纪检组
- 离退休干部处
- 司法行政处
- 基建办公室[1]

## 历任领导
| 院长 副院长 | 党组书记 |

## 知名案例
- 张金柱交通肇事、故意伤害致人死亡案
- 原深圳市市长许宗衡受贿案
- 原银河证券公司总经理肖时庆受贿案
- 原天津市公安局局长武长顺受贿、贪污、挪用公款、滥用职权、徇私枉法案
- 拉芳洗发露、雨洁洗发露商标侵权案
- “米兰春天”影楼商标侵权案
- “中科4号”植物新品种权纠纷案
- 《宫S》网络传播权纠纷案
- 《闯关东》著作权纠纷案
- 张成功案

## 对应基层人民法院
- 河南省郑州市金水区人民法院
- 河南省郑州市二七区人民法院
- 河南省郑州市中原区人民法院
- 河南省郑州市管城回族区人民法院
- 河南省郑州市惠济区人民法院
- 河南省郑州市上街区人民法院
- 郑州高新技术产业开发区人民法院
- 河南省巩义市人民法院
- 河南省登封市人民法院
- 河南省荥阳市人民法院
- 河南省新密市人民法院
- 河南省新郑市人民法院
- 河南省中牟县人民法院